# Laudo pericial
O laudo pericial é o relato do técnico ou especialista designado para avaliar determinada situação que está dentro de seus conhecimentos. O laudo é a tradução das impressões captadas pelo técnico ou especialista, em torno do fato litigioso, por meio dos conhecimentos especiais de quem o examinou.
É um dos meios de prova utilizados pelo juiz para proferir a sentença, embora no direito penal brasileiro o juiz não esteja adstrito ao laudo, podendo aceitá-lo ou rejeitá-lo integral ou parcialmente. Diante de matéria técnica que exige conhecimentos especializados, o juiz pedirá um laudo ao especialista respectivo. Difere do parecer, que é uma resposta à consulta de uma das partes sobre dados preexistentes, em geral, culminando numa conclusão ou solução para o litígio. Em suma, é uma opinião especializada de um profissional habilitado sobre matéria fática para solucionar discórdias em discussões judiciais, e pode versar sobre variadas matérias: medicina, engenharia, informática, meio ambiente, acidentes de trânsito, psicanálise etc.
O perito judicial, ao produzir seu trabalho para justiça, deve ser meticuloso no desempenho de suas atividades. Não deve agir de forma parcial ou com senso comum, ele deve agir imparcialmente em sua análise e na elaboração de seu laudo. O profissional perito deve se policiar nos estudos do caso tratado para que finalize o laudo pericial com pleno êxito, pois mesmo sendo um trabalho bem feito, haverá sempre alguém que irá contestá-lo, querendo assim impugná-lo. Porém, sendo o trabalho pericial consubstanciado em prova robusta e estribado na legislação aplicada ao caso, certamente que será um laudo pericial conclusivo e enfático na lide tratada nos autos.